# PGP-RTB
PGP-RTB (prescurtare din limba sârbă Produkcija gramofonskih ploča Radio televizije Beograd) a fost o casă de discuri și un lanț de magazine de înregistrări muzicale din fosta Republică Socialistă Federativă Iugoslavia. Casa de discuri a avut sediul la Belgrad, în Republica Socialistă Serbia. Este cea mai veche companie sârbă de înregistrări muzicale, ea a fost fondată în 1951 de Radio Belgrad. Între 1959 și 1993 a avut numele PGP-RTB, după destrămarea Iugoslaviei, în 1993, compania și-a schimbat numele în PGP-RTS (prescurtare din limba sârbă Produkcija Gramofonskih Ploča Radio-Televizije Srbije).

## Istorie
A fost fondat în 1951 de Radio Belgrad, când a fost creat un studio format din două prese pentru crearea de înregistrări gramofonice în Dorćol, un cartier din Belgrad. Astfel, Radio Belgrad este considerat fondatorul PGP. În 1959, odată cu apariția Televiziunii Belgrad, Radio Belgrad a mărit producția de înregistrări, astfel încât a avut 6 prese destinate pieței cu un tiraj total de 15.000 de exemplare.
PGP-RTB a fost înființată în 1959 (sub această denumire), ca filială a producției de muzică a Radio Televiziunii naționale din Belgrad. În octombrie 1959, cel mai popular cântăreț de atunci, Djordje Marjanovic a lansat primul disc solo "Fluieră la opt" (Звиждук у осам), care este și primul disc cu noul logo PGP-RTB.
În anii 1970, PGP a început producția de casete audio, iar în anii 1980, a început producția de casete video VHS. Fabrica de astăzi a fost construită în cartierul Kosutnjak, în acea vreme era cea mai modernă din Balcani.
După destrămarea Iugoslaviei, în 1993, compania și-a schimbat numele în PGP-RTS (Produkcija Gramofonskih Ploča Radio-Televizije Srbije), care este filiala de producție muzicală a Radio Televiziunii naționale din Serbia.
În 1997, a fost produs primul CD și astfel s-a deschis capitolul tehnologiei digitale. În 2003, este produs primul DVD. În cei 60 de ani de existență, PGP (PGP-RTB și PGP-RTS) a creat o arhivă cu peste 10.500 de titluri (versiuni), peste 120.000 de piese cu un total de 6.000 de ore.

## Artiști

### PGP-RTB
PGP-RTB este remarcabil pentru semnarea unor contracte cu numeroase foste vedete ale muzicii pop și rock iugoslave, precum și cu vedete ale muzicii populare. Unii dintre artiștii care au semnat cu PGP-RTB sunt următorii:
| - Alisa - Amajlija - Silvana Armenulić - Arsen Dedić - Atomsko Sklonište - Bajaga i Instruktori - Đorđe Balašević - Banana - Bastion - Bebi Dol - Bel Tempo - Beograd - Bezobrazno Zeleno - Boba Stefanović - Lepa Brena - Bulevar - Buldožer - Ceca - Crni Biseri - Dejan Cukić - Čista Proza - Nikola Čuturilo - Zdravko Čolić - Dado Topić - DAG - Disciplina Kičme - Divlji Anđeli - Doktor Spira i Ljudska Bića - Drugi Način - Džentlmeni - Ekatarina Velika - Elipse - Galija - Generacija 5 - Gordi - Griva - Grupa I - Heroina - Igra Staklenih Perli - Merlin - Miroslav Ilić - Indexi - Jakarta - Jugosloveni - Karizma - Kerber - Tereza Kesovija - Korni Grupa - Miha Kralj - La Strada - Laboratorija Zvuka | - Laki Pingvini - Leb i Sol - Lutajuća Srca - Mama Rock - Oliver Mandić - Đorđe Marjanović - Srđan Marjanović - Slađana Milošević - Toni Montano - Oktobar 1864 - Osmi Putnik - Osvajači - Parni Valjak - Partibrejkers - Piloti - Pomaranča - Pop Mašina - Porodična Manufaktura Crnog Hleba - Poslednja Igra Leptira - Propaganda - Dušan Prelević - Radomir Mihajlović Točak - Rambo Amadeus - Rani Mraz - Riblja Čorba - September - Siluete - Slomljena Stakla - Smak - Suncokret - S Vremena Na Vreme - Šaban Šaulić - Miladin Šobić - Tako - Time - Tunel - Neda Ukraden - U Škripcu - Vampiri - Van Gogh - Viktorija - Vlada i Bajka - Warriors - YU grupa - Zana - Zdravo - Zebra - Zlatko Pejaković - Zlatni Prsti - Vesna Zmijanac - Zona B |

 PGP-RTB a lansat, de asemenea, câteva albume ale unor eminenți muzicieni clasici la acea vreme, precum Milenko Stefanović și Ernest Ačkun.
La fel ca alte foste case de discuri din Iugoslavia, PGP-RTB a avut și o licență pentru producția de titluri străine pentru piața iugoslavă, inclusiv vedete internaționale de muzică de consum precum: ABBA, Louis Armstrong, Joan Baez, Bee Gees, Blood, Sweat & Tears, Bon Jovi, James Brown, John Coltrane, Cream, Def Leppard, Dire Straits, Bryan Ferry, Jimi Hendrix, INXS, Joan Jett and The Blackhearts, Elton John, Kiss, Amanda Lear, The Moody Blues, Billy Ocean, The Platters, The Police, Rainbow, Siouxsie and The Banshees, Status Quo, Rod Stewart, Sting, The Style Council, Tangerine Dream, The Who și alții.

### PGP-RTS
Printre vedetele sârbe care au semnat (din 1993 - prezent) cu PGP-RTS se numără și:
- Alisa
- Amajlija
- Atheist Rap
- Babe
- Nedeljko Bajić
- Balkanika
- Bjesovi
- Bebi Dol
- Cactus Jack
- Deca Loših Muzičara
- Dino Merlin
- Disciplina Kičme
- Dragoljub Đuričić
- Dža ili Bu
- Haris Džinović
- Električni Orgazam
- Eyesburn
- Familija
- Galija
- Garavi Sokak
- Generacija 5
- Hari Mata Hari
- Hush
- Miroslav Ilić
- Emina Jahović
- Kanda, Kodža i Nebojša
- Kazna Za Uši
- Kerber
- Kraljevski Apartman
- Kristali
- Laki Pingvini
- Lira Vega
- Mama Rock
- Oliver Mandić
- Srđan Marjanović
- Dragana Mirković
- Negative
- Neverne Bebe
- Night Shift
- Osvajači
- Overdrive
- Partibrejkers
- Piloti
- Plejboj
- Dušan Prelević
- Nina Radojičić
- Nino Rešić
- Rubber Soul Project
- S.A.R.S.
- Sick Mother Fakers
- Smak
- Ana Stanić
- Super s Karamelom
- Lana Toković
- Trigger
- Vampiri
- Van Gogh
- Bisera Veletanlić
- Senka Veletanlić
- YU grupa
- Zana
- Zdravko Čolić
- Zbogom Brus Li

## Concurență
Alte case de discuri importante din fosta Republică Federală Socialistă Iugoslavia au fost: Jugodisk din Belgrad; Jugoton și Suzy din Zagreb; Diskoton și Sarajevo Disk din Sarajevo; ZKP RTLJ din Ljubljana și altele. 